# Marie Gabrielle de Saint-Eutrope
Marie Gabrielle de Saint-Eutrope ist die Titelheldin einer dreiteiligen Comicserie des französischen Zeichners Georges Pichard. Marie Gabrielle ist als ein Klassiker der graphischen BDSM-Literatur und das am meisten Aufsehen erregende, im gesellschaftlichen Kontext umstrittene Werk von Pichard, das bis heute zu den kontroversesten Strips in der franko-belgischen Comicszene gehört.

## Handlung
Die Geschichte spielt im Frankreich des frühen 19. Jahrhunderts (Anmerkung: Also noch zu Lebzeiten des Marquis de Sade und zur Zeit des Romans Der Graf von Monte Christo).
Der erste Band beginnt mit der Leidensgeschichte einer gewissen Josepha, die im Folgenden anfängt, die Geschichte ihrer Freundin Marie Gabrielle zu erzählen.
Marie Gabrielle ist die junge (Anfang 20) Ehefrau eines alten (mindestens 60) Grafen. Sie ist tugendhaft, streng religiös und, wie sich im späteren Verlauf herausstellt, wahrscheinlich latent sadomasochistisch veranlagt.
Dann sucht der örtliche Priester Marie Gabrielle auf, um sie zu bitten, eine Insassin des sogenannten Strafklosters Sainte-Madeleine de la Rédemption, die zur Bewährung freikommen soll, als Dienerin aufzunehmen.
Marie Gabrielle willigt ein, der Priester ist jedoch irritiert darüber, dass Marie Gabrielle keine Anstalten macht, ihn zu verführen (und ihm dadurch den Ruhm verwehrt, der Sünde tapfer zu entsagen). Er beschließt daraufhin, sie hierfür zu strafen und zu dem Zweck ein Komplott zu schmieden, damit Marie Gabrielle selbst in das besagte Strafkloster eingewiesen wird.
Marie Gabrielle und ihr Ehemann besichtigen im Folgenden das Strafkloster, aus dem sie die Insassin namens Zulma abholen sollen. Das Kloster wird von Nonnen geführt, die einem Barfüßerorden angehören. Die Gefangenen sind ebenfalls ausnahmslos barfuß.

Dies ist charakteristisch für Comics von Georges Pichard, bei dem die weiblichen Opfercharaktere nahezu durchgehend barfuß auftreten und dies situationsbedingt oft unter Zwang oder gegen ihren Willen in dieser Weise tun müssen. Hierbei werden in bestimmten Situationen von größerer Not häufig deren nackte Fußsohlen direkt gezeigt. Dieses Stilmittel kann als Sinnbild für eine besonders gravierende Erniedrigung oder Machtlosigkeit angesehen werden, welcher der Charakter in den Geschichten ausgeliefert ist. Dieses ist auch gerade in der Geschichte um Marie Gabrielle de Saint-Eutrope häufig der Fall. Meist betrifft dies besondere Zwangslagen, wo sie der Situation nicht entkommen kann, etwa weil sie gefesselt ist. Die dem Leser sowie meist auch den Betrachtern in den Geschichten entblößt präsentierten Fußsohlen heben die Demütigungen der Charaktere plakativ hervor und verstärken diese. So sind in dieser Geschichte die nackten Sohlen der Gefangenen und insbesondere auch die von Marie Gabrielle im späteren Verlauf der Geschichte immer wieder deutlich zu sehen. Bei den autoritär auftretenden Nonnen sind deren Füße hingegen konsequent nur von oben sichtbar.

Die verurteilten Frauen sind in diesem Strafkloster überwiegend für Vergehen wie Unzucht, Ehebruch oder vorsätzlichem Nichtbesuch der Messe inhaftiert. Diese werden immer wieder auf teils stark übertriebene Art und Weise gefesselt und für geringfügigste Übertretungen bestraft sowie durchgängig zu schwerer Zwangsarbeit herangezogen.
Während Marie Gabrielles Ehemann schockiert und verstört über das Geschehen ist, zeigt sich selbst von den dortigen Methoden angetan und wiegelt ab. Das sei alles nicht so schlimm wie das, was einer Freundin von ihr passiert sei. Daraufhin erzählt sie kurz die Geschichte eines Mädchens, das wegen ihrer Selbstbefriedigung in ein Irrenhaus eingewiesen wurde, um sie mit teils grausamen körperlichen Züchtigungen hiervon zu heilen.
Anschließend holen sie die Strafgefangene Zulma zu sich nach Hause als Dienerin. Diese ist auf dem Weg in das Herrenhaus immer noch an Händen und Füßen mit Eisen gefesselt. Trotz mittlerweile normaler Alltagskleidung ist sie weiterhin barfüßig, während im Kontrast dazu Marie Gabrielle sichtbar feines geschlossenes Schuhwerk mit weißen Strümpfen und sonst auch erkennbar gehobene Kleidung trägt. Auf dem Weg erzählt sie Marie Gabrielle ihre Lebensgeschichte. Vor allem geht sie auf die Hurerei, den Ehebruch, gleichgeschlechtliche sexuelle Handlungen unter Frauen und ihre letztliche Einweisung in das Strafkloster ein, womit Band I endet.
Band II beginnt mit weiteren Schilderungen Zulmas aus ihrer Haft im Strafkloster, die Marie Gabrielle verwirren, weil diese bei ihr sadomasochistische Phantasien auslösen. Die eigentlich freigelassene Zulma muss auch im Dienste von Marie Gabrielle weiterhin barfuß bleiben und oft eiserne Fesseln an ihren Füßen tragen. Über Nacht wird sie dabei stets mit Fußfesseln an einer Wand angekettet. Im weiteren Verlauf wird Marie Gabrielle immer sadistischer gegenüber ihrer Dienerin Zulma, die sie oft aus nichtigen Anlässen hart und grausam bestraft. Während dieser Zeit nimmt der Priester Kontakt zu Zulma auf, um diese für sein Rachekomplott gegen Marie Gabrielle einzusetzen.
Zulma verkuppelt nun Marie Gabrielle mit einem jungen, gut aussehenden Offizier, während sie selbst den alten Grafen verführt.
Die Situation spitzt sich in einer Szene zu, in der Marie Gabrielle zweimal auf ihren Gatten schießt, dabei jedoch versehentlich ihren Liebhaber tötet. Der Priester tritt wie geplant schnell in Erscheinung und veranlasst, dass Marie Gabrielle vor dem Strafgericht wegen Mordes und Unzucht angeklagt wird.

Vor der Verhandlung muss Marie Gabrielle ihre elegante Bekleidung komplett ablegen. Eine zu diesem Zweck angereiste Ordensschwester aus dem eingangs gezeigten Kloster-Gefängnis, die Marie Gabrielle für die Gerichtsverhandlung vorbereiten und sodann bei ihrer Verurteilung mitwirken soll, erteilt ihr ungerührt eine Folge von Anweisungen, die sie einigermaßen gefasst und ohne Widerrede befolgt. Sie darf nichts weiter als ein kurzes Hemd tragen und muss barfuß in das Gericht hineingehen, ihre feine Bekleidung sei eine zu verurteilende Angeklagte nicht angemessen.
„Die Schuldige ist in ein kurzes Hemd gekleidet, auf nackten Füßen und mit Ketten gefesselt zu verurteilen“. Mit diesen Worten werden der bestürzten Marie Gabrielle von der Nonne weiterhin ungerührt die Vorgaben des Strafgerichts beigebracht. An der Wand hängen derweil das besagte Gefangenenhemd nebst der zu ihrer Fesselung vorgesehenen Schellen und Ketten schon bereit. Verhalten befolgt sie weiterhin die Anweisungen, fragt dabei aber verschüchtert die Nonne, wie lange sie denn wohl im Gefängnis bleiben müsse. Als Antwort bekommt sie nur, dass dies bei ihren Verbrechen, vor allem aufgrund ihres Ehebruchs, wohl eine sehr lange Zeit sein werde. Als Marie Gabrielle nunmehr in dem Gefangenenhemd, mit heruntergelassenen Haaren und wie von der Ordensschwester befohlen nur noch auf nackten Füßen dasteht, bekommt sie sogleich ihre Hände mit den eisernen Schellen eng hinter dem Rücken zusammengekettet. Als Nächstes wird sie von der Nonne angewiesen, dass sie sich hoch auf den Tisch setzen soll, da nun auch ihre Füße in eiserne Fesseln gelegt werden müssen.

Während Marie Gabrielles Füße danach mit Schellen und Ketten gefesselt in der Luft hängen, sind nun ihre nackten Fußsohlen aus einer Untersicht zu sehen. Dieses Sinnbild leitet die weitere Entwicklung ein, in der für Marie Gabrielle das Verhängnis ihren Lauf nimmt. Von nun an hat sie selbst praktisch keinen Einfluss mehr auf das folgende Geschehen, sondern ist den Autoritäten weitgehend machtlos ausgeliefert. Während Marie Gabrielle an einer Kette in den Gerichtssaal geführt wird, wird sie von der Nonne gefragt, ob sie sich auch schäme. Während nur ihre gefesselten nackten Füße gezeigt werden, bejaht sie verschüchtert diese Frage.
Im Gerichtssaal werden den Betrachtern nun wiederholt Marie Gabrielles nackte Fußsohlen gezeigt, welches als Sinnbild für ihre ausweglose Situation angesehen werden kann.
Marie Gabrielle wird zu 15 Jahren Gefängnis verurteilt und als Teil der Strafe noch im Gerichtssaal ausgepeitscht. Marie Gabrielle soll nun ihrerseits als Sträfling in das eingangs besuchte Strafkloster verbracht und nach verbüßter Haft als Sklavin verkauft werden.
Die Nacht nach der Gerichtsverhandlung muss Marie Gabrielle zusammengekettet im Kerker verbringen. Am Morgen zeigt sie jedoch noch einmal Haltung, als sie gegenüber der Nonne dagegen protestiert, nur in dem Gefangenenhemd in das Klostergefängnis verbracht zu werden und darauf besteht, ihre eigene feine Kleidung wieder anziehen zu dürfen. Die Nonne gibt ihr zunächst nach, moniert jedoch vor dem Abtransport Marie Gabrielles Fußbekleidung, die sie ebenfalls wieder angezogen hatte – ihre Schuhe und Strümpfe muss sie ausziehen. Der Betrachter sieht dann, wie Marie Gabrielle ihre Füße wieder entblößt, danach werden ihr die Hände mit eisernen Schellen hinter dem Rücken gefesselt. Sie wird dann, nunmehr wieder barfüßig, an der Kutsche festgekettet, hinter der sie auf dem langen Weg zum Gefängnis herlaufen soll, während die Nonnen im Innenraum Platz nehmen.

Der größte Teil des zweiten Bandes erzählt Marie Gabrielles Erlebnisse in der Klosterhaft.
Nach langer Leidenszeit im Gefängnis kommt sie dennoch beizeiten frei und findet in völliger Armut zum Schluss dennoch ihre wahre Liebe.
Marie Gabrielle bleibt jedoch bis zum Ende der Geschichte aus Band II barfüßig und hat auch zurück in Freiheit keine Schuhe mehr.
Im dritten Band schließlich geht es überwiegend wieder um eine ganz andere Frau, die, wie üblich, vom Schicksal pausenlos geschlagen wird.
Sie wurde als Kind von Zigeunern gekidnappt, dort als Sklavin unter harten Züchtigungen aufgezogen, kam anschließend ins Gefängnis, wurde von dort in eine Irrenanstalt mit Folterbehandlung weiter verlegt, dann als Sklavin in den Orient verkauft und schließlich
gerettet, nur um in die Hände eines perversen Psychopathen zu gelangen, der, wie sich dann herausstellt, derjenige ist, mit dem Marie Gabrielle nun zusammenlebt. Diese wiederum hat nun auch erkannt, dass ihr Liebster doch nicht der gute, liebe Mann ist, wie sie glaubte, und hilft den gefangenen Frauen, sich gegen ihn aufzulehnen und mit ihnen zusammen zu fliehen.

## Entstehung
Die Geschichte der Marie Gabrielle geht auf Samuel Richardson zurück, der mit Pamela or Virtue Revarded (1740) den so genannten empfindsamen Roman begründete, in dem unschuldige Mädchen Unsägliches erleiden. Richardsons Briefroman beschreibt melodramatisch und aus einem voyeuristischen Blickwinkel junge verfolgte Unschuld, die von einem Unhold gequält wird, am Ende jedoch ihre Lage akzeptiert und den Peiniger heiratet. In der „schlüssellochähnlichen“ Perspektive, im Lesen fremder Briefe liegt ein besonderer Reiz der Indiskretion, die eine unmittelbare, stark gefühlsbetonte, teilnehmende Haltung provoziert. Gleichzeitig stützt sich Pichard auf die erzählerische Technik von de Sade, der mit seiner Justine (der Titel Justine ou les Malheurs de la vertu ist zum geflügelten Wort und zum Synonym für das Leiden naiver Heldinnen geworden) alsbald die heuchlerische Pamela ins Gegenteil verkehrte. Marie Gabrielle ist wie Pamela und Justine eine dieser unschuldig-naiven Heldinnen, die immer wieder gequält und sexuell bedrängt werden. Bei Pichard wird nun aus herausgepickten Extremsituationen die obszöne Essenz destilliert und zeichnerisch aufgearbeitet. Alles, was die Erfinder des Comics Code in puncto sexuelle Perversionen in den Strips nicht sehen wollten, wird hier gezeigt. Grausamkeit, sadistische Violenz, Sadomasochismus, Flagellantismus, angedeutete Sodomie und Fetischismus sind in der Geschichte an der Tagesordnung. Marie Gabrielle geht durch die Hölle der sexuellen Klischeesituationen – also alles, was man mit einem Frauenkörper machen kann, besonders in den Grenzfällen der Sexualpathologie, wird an ihr vollzogen. Wie wenig das Rezept seit de Sade von seiner Wirkung für die Comics seit dem Erscheinen von Marie Gabrielle eingebüßt hat, zeigen etwa Geschichten Erichs von Götha oder The Adventures of Phoebe Zeit-Geist von Michael O’Donoghue und Frank Springer.

## Veröffentlichung
Die ersten zwei Alben erscheinen 1977 beim Verlag Glénat in Grenoble als teuer ausgestattete Bänder im Leineneinband und Schuber im Großformat. Die Indizierung der beiden ersten Teile hinderte den Verlag nicht, 1982 eine Fortsetzung herauszubringen. Pichard ist bereits vor der Veröffentlichung von Marie Gabrielle durch seine erfolgreichen, nicht selbst getexteten Erotik-Serien Paulette und Blanche Epiphanie, vor allem in Frankreich, bekannt geworden.

## Kritik
Die fragwürdige Moral der dämonischen Geschichte ist nicht wirklich überzeugend und die Kritik geht mit Marie Gabrielle schonungslos um. Viele sehen in Marie Gabrielle nur eine zweifelhafte Unterhaltung für Voyeure, weil der Comic womöglich unmittelbar den geheimen Wünschen, Neigungen und verdrängten Phantasien seiner Leser entspricht. Nach Meinung von Michael Bourgeois, der auch in dieser korrumpierenden Wirkung der Comics den Anreiz zu ihrer Lektüre sah, erliegt man der Faszination der ruchlosen Bildersprache auch aus dem Grund, dass Pichard in den Marie-Gabrielle-Alben einen skurrilen, extrem provokativen und bisweilen abwegigen Humor entwickelt hat. Die Panels des Comics schöpfen ihre Stärke aus dem Ausspielen und bewusstem Einsetzen absurder Missverhältnisse und Widersinnigkeiten in einer bizarr-surrealen (Alb-)Traumwelt. Das Geheimnis ihrer spezieller Wirkung liegt in der Paarung der grenzenlosen Übertreibung à la Münchhausen mit der burlesken Pointierung durch künstlerisch gekonnte und sehr plastische Strichzeichnung.
Pichard versucht durch seinen grotesken Humor und ironische Verballhornung strenger katholischer Erziehung die sexuelle Unterdrückung kirchlicher Moral zu entlarven. Im 17. Jahrhundert begannen Kirche und Staat zum Beispiel die Grundlagen und die Form der Eheschließung zu reglementieren. Bis dahin galten das so genannte freie Eheversprechen des Mannes und der Vollzug durch den Geschlechtsverkehr. Nun aber wird die Hochzeit zu einer kirchlich-staatlichen Angelegenheit und nicht abgesegneter Sex zu einer Einlassung mit dem Teufel. Tatsächlich übte man lange Zeit in Klostern im Rahmen der Teufelsaustreibung extreme Strenge in der Erziehung durch Sanktionen wie körperliche Züchtigung, Unterwerfung, kompletten Freiheitsentzug und totale Einschränkung persönlicher Rechte, Strafarbeit etc. Mit diesen finsteren Zeiten beschäftigt sich der Zeichner in seinen Detailstudien: grausame Prügelstrafen und Folter galten als gängige Disziplinierungsmittel. Die Gewalt – als legitimes Mittel der Erziehung – ging früher meistens von Nonnen aus. Die Zöglinge waren in der Regel weibliche Opfer. Pichard drückt es jedoch mit misogynem Spott und grimmiger Ironie aus: „Untreue Ehefrauen, widerspenstige Dienstmädchen und sonstige ‚unzüchtige Weibsleute‘ können zur Umerziehung in ein Nonnenkloster gebracht werden. Da der Leib der Träger der Sünde ist, wird dort der Leib gezüchtigt. Die Frau ist zum Leiden gemacht und sie muss ihre Ursünde, Frau zu sein, büßen.“ Dabei unterstellt er Frauen einen generellen Hang zum Masochismus: „Interessant ist auch anzumerken, dass sie sich nicht einmal darüber beklagt. Sie ist unterjocht und nimmt diese Verhöhnung wie eine reuige Sünderin, als eine Strafe Gottes, eine Verurteilung und als ein moralisches Muss hin.“
Pichard ist allerdings nach eigenen Angaben von der Freisprechung der Urheber dieser Vorgänge weit entfernt und verurteilt alle Arten des Puritanismus mit seiner Bestialität, Hexenverfolgung, Exorzismen usw. wie sie in den vergangenen Jahrhunderten gang und gäbe waren. Mit Äußerungen wie diesen zeigt Pichard nicht nur die Willkür von Entrechtung und Diskriminierung auf, er stellt auch scheinbar unveränderliche Instanzen wie die „Natur“ der Frau in Frage, ja enttarnt sie bisweilen als Konstrukt, das immer dann zur Hilfe geholt wird, wenn es gilt, die Frauen rechtlich in ihre Schranken zu weisen: eine Erkenntnis, die auch heute nichts von ihrer Aktualität verloren hat. Um dies zu verdeutlichen, setzt Pichard in Marie Gabrielle altertümliche Redensarten ein und verwendet distanzierte und ironisierende Sprache. Er selbst sieht sich vielmehr in der Tradition von Mirabeau, der mit seinem frivolen aufklärerischen Erziehungsbuch die bürgerliche Doppelmoral kritisiert und für die sexuelle Freiheit der Frau einsteht. Marie Gabrielle schildert jene Vorgehensweisen von Kirche und Staat, um die totale Kontrolle der Frauen bis in deren Intimsphäre hinein durchzusetzen. Zugleich kommen in Marie Gabrielle auch das Pornotheater aus der Rue de la Santé sowie Szenen à la Le Sentiment de La Famille von Pierre Louÿs vor.
Andreas C. Knigge behauptet, dass sich hier nichts von den intelligent angelegten Persiflagen aus Paulette oder Blanche Epiphanie findet, sondern hier kommt „ein Frauenhass zum Ausdruck, wie er in dieser Form bislang noch nicht im Medium Comic dargestellt wurde. […] Pichards Erzählung wirkt unvermittelt und verkrampft, weil er sie einer gesellschaftskritischen Botschaft unterstellt, die wiederum eine lüsterne Ästhetisierung der Gewalt gegen Frauen nur verschleiern will. Hier scheint es beabsichtigt zu sein, durch die Provozierung eines Skandals die Aufmerksamkeit der potentieller Käufer zu erregen. Das hatte ja bereits vor 15 Jahren schon bei Barbarella funktioniert, und das Zuschlagen der Zensoren bewirkte natürlich auch hier die Aufmerksamkeit der Öffentlichkeit. Der Unterschied ist allerdings, dass im Falle Barbarellas lediglich die Grenze einer überkommenden Moral überschritten wurde, während Pichard  in Marie Gabrielle deutlich die Würde des Menschen außer Kraft gesetzt hat.“ (Sex im Comic. S. 189). Knigge sieht das Comic-Pamphlet von Pichard also in der Tradition von frauenfeindlichen Wissenschaftlern, Philosophen und Literaten wie Paul Julius Möbius, Friedrich Nietzsche oder August Strindberg.